# Bring on the Night (Lied)
Bring on the Night ist ein Lied der britischen Rockband The Police. Der Song wurde von Sting geschrieben und erschien auf dem zweiten Studioalbum der Band Reggatta de Blanc.

## Text und Musik
Teile des Textes wurden aus dem Song Carrion Prince (O Ye of Little Hope) übernommen, den Sting vor The Police für seine Band vor Police, Last Exit (1974–1977), geschrieben hatte; der Titel war vom Gedicht King of Carrion von Ted Hughes inspiriert.
Die zweite Textzeile "when the evening spreads itself against the sky" entstammt T. S. Eliots Gedicht The Love Song of J. Alfred Prufrock (1910-15). In Lyrics By Sting meinte Sting dazu: "Wie hat Eliot selbst gesagt? 'Schlechte Dichter borgen, gute Dichter stehlen'?"
Im Refrain findet sich eine bemerkenswerte  Basslinie und ein Übergang vom Dur- zum Moll-Akkord des gleichen Grundtons.

## Veröffentlichung
Der Song wurde  im November 1979 als Single in den Vereinigten Staaten, Deutschland und Frankreich veröffentlicht. In den USA wurde er zusammen mit Visions of the Night, in Deutschland mit "Reggatta de Blanc" und in Frankreich mit Roxanne ausgekoppelt. Die Single kam in Frankreich auf Platz 6; in den USA und Deutschland schaffte es der Song nicht in die Charts.
Der Song wurde auch auf Bring on the Night, dem Kompilationsalbum The Police veröffentlicht, ebenso wie in Live-Form auf dem Album Live! und als Titelsong auf Stings Live-Soloalbum Bring On the Night.

### Rezeption
Cashbox meinte, dass "eine charmante akustische Gitarrenmelodie sich leicht mit dem großen Kick-Drum-Beat und dem Bassisten vermischt". Record World sagte, dass "fesselnder Soprangesang sich mit einer pulsierenden Gitarre und einem pochenden Schlagzeug verbindet, wenn die Police mehr von ihrem erstklassigen Reggae-Rock veröffentlicht." Der Kritiker von Ultimate Classic Rock, Mike Duquette, stufte ihn als elftbesten Song von The Police ein und sagte, dass Andy Summers’ "arpeggiertes Gitarrenriff ... eines der eingängigsten der Band ist".